# Сет Вескотт
Сет Вескотт (англ. Seth Wescott, 28 червня 1976) — американський сноубордист, дворазовий олімпійський чемпіон із сноубордкросу.
Вескотт співвласник ресторану The Rack на гірськолижному курорті Шуґарлоуф у штаті Мен. Оскільки сноубордкрос вперше включено до олімпійської програми на Туринській олімпіаді, Вескотт, який зумів перемогти в дебютному змаганні й відстояти титул у Ванкувері, залишається станом на 2010 єдиним олімпійським чемпіоном у своєму виді спорту.